# Referendum in Ungheria del 2016
Il referendum in Ungheria del 2016 si è svolto il 2 ottobre 2016 relativamente ai piani di ricollocazione dei migranti dell'Unione europea. La consultazione referendaria è stata avviata dal governo, secondo la disposizione dell'articolo 8 della nuova costituzione del 2012. È stato comunemente chiamato kvótanépszavazás o kvótareferendum ("referendum sulle quote") nei media ungheresi.
La maggioranza dei votanti ha respinto le quote dei migranti dell'UE, ma il quorum non è stato raggiunto, invalidando così il referendum.

## Contesto

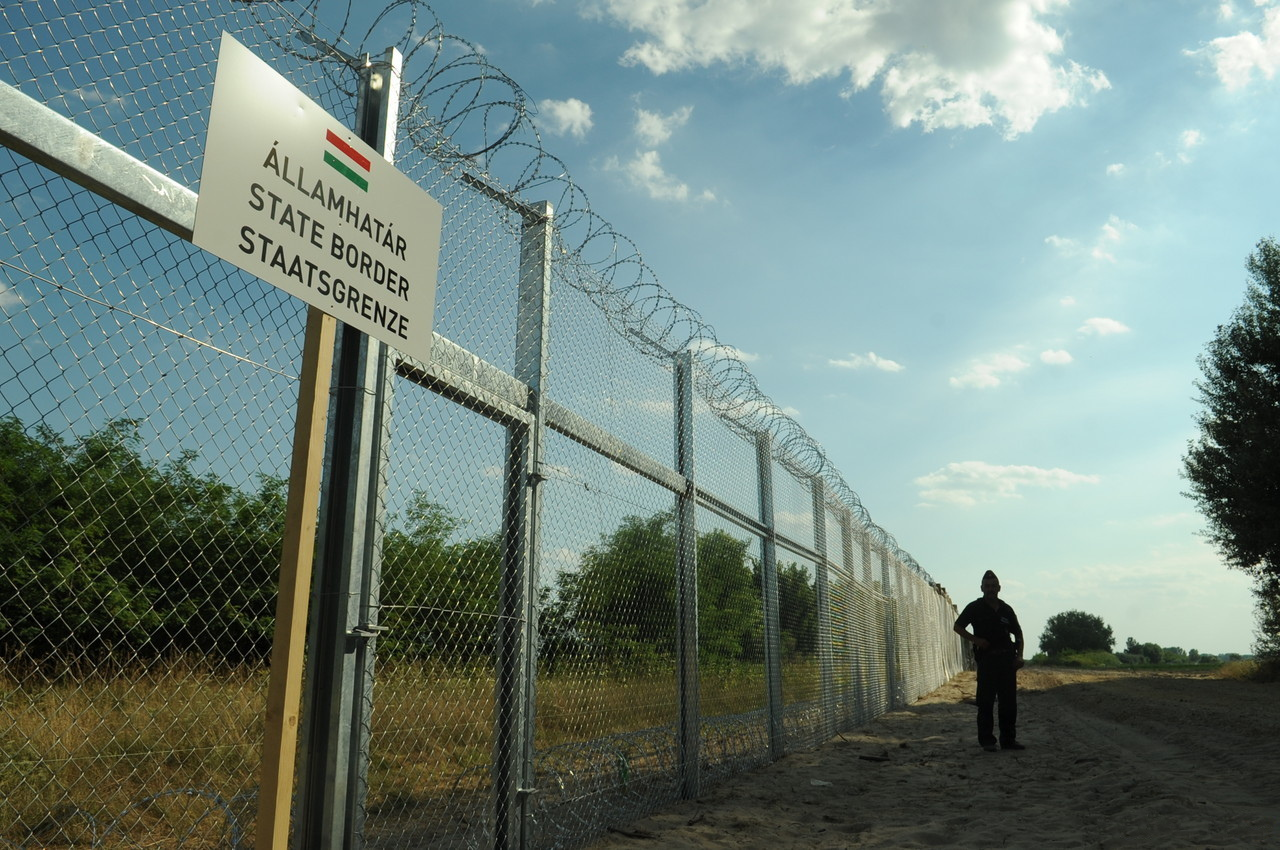
Recinzione realizzata sul confine Serbia-Ungheria

L'Ungheria è stato uno dei paesi colpiti durante la crisi europea dei migranti. Il 17 giugno 2015, il governo di Viktor Orbán (terzo mandato del leader di Fidesz) annunciò la costruzione di una barriera di separazione tra Ungheria e Serbia lunga 175 chilometri posta lungo il confine meridionale.
Il 22 settembre 2015, i ministri dell'interno dell'Unione europea riuniti nel Consiglio Giustizia e Affari Interni approvarono un piano per ricollocare 120.000 migranti richiedenti asilo in due anni dagli stati in prima linea di Italia, Grecia e Ungheria a tutti gli altri paesi dell'UE, mentre l'Ungheria avrebbe dovuto accettare 1.294 rifugiati provenienti da altri stati membri. Tuttavia, l'Ungheria votò contro il piano di ricollocazione, pertanto i suoi 54.000 richiedenti asilo non furono presi in considerazione per il ricollocamento europeo, così come poi avvenuto per i migranti in Italia e Grecia. A seguito della decisione, l'Ungheria e la Slovacchia intrapresero un'azione legale sulle quote obbligatorie di migranti dell'UE presso la Corte di giustizia europea in Lussemburgo.
Il 24 febbraio 2016, il primo ministro Viktor Orbán annunciò che il governo ungherese avrebbe indetto un referendum sulle quote obbligatorie proposte dall'Unione europea per il ricollocamento dei migranti., sostenendo che il sistema di quote avrebbe ridisegnato l'identità etnica, culturale e religiosa dell'Ungheria e dell'Europa, cosa che nessun organo dell'UE aveva il diritto di fare. Il 5 maggio, dopo aver esaminato i ricorsi legali, la Corte suprema (Kúria) autorizzò lo svolgimento del referendum. Il 10 maggio l'Assemblea nazionale approvò ufficialmente il referendum promosso dal governo, con 136 voti a favore (Fidesz e KDNP, oltre a Jobbik), mentre la maggioranza dell'opposizione di sinistra boicottò la sessione plenaria. Il 21 giugno, la Corte costituzionale respinse tutti e quattro i ricorsi contro i piani per tenere il referendum; infine, il presidente della repubblica János Áder fissò al 2 ottobre 2016 la data del referendum.

### Reazioni
Il Partito Socialista Ungherese (MSZP) condivise l'opinione di Orban che l'approvazione dell'Assemblea nazionale era indispensabile per il reinsediamento dei migranti in Ungheria, ma richiese anche referendum sulla questione dello shopping domenicale (il terzo governo Orbán aveva vietato l'apertura domenicale dei negozi dal 15 marzo 2015) e sulla nuova legge fondiaria. La Coalizione Democratica (DK) sosteneva che, oltre al sistema di quote per i migranti, il governo avrebbe dovuto indire referendum anche su altri tre temi (shopping domenicale, finanziamento dell'assistenza sanitaria e dissoluzione del sistema educativo centralizzato), altrimenti avrebbero boicottato il voto. Insieme annunciò una manifestazione, chiedendo al governo di non "manipolare l'opinione pubblica con campagne bugiarde e diversive". Dialogo per l'Ungheria (PM) definì il piano referendario del governo come "sciocchezze legali" e un "disperato tentativo di distrazione". Il Partito Liberale Ungherese (MLP) criticò il referendum come un "passo sbagliato", poiché non esisteva un termine legale come "reinsediamento obbligatorio" nell'Unione Europea. La politica può essere diversa (LMP) non prese una posizione sulla questione, considerando l'annuncio come una distrazione da "questioni importanti, come il furto di terreni o lo shopping domenicale vietato". Jobbik accolse con favore la proposta del governo.
Parlando a nome della Commissione europea il 25 febbraio, Natasha Bertaud disse che l'organo esecutivo non è riuscito a capire "come si sarebbe inserito nel processo decisionale che è stato concordato da tutti gli stati membri, compresa l'Ungheria, in base ai trattati dell'UE".; più tardi lo stesso giorno, Dimitris Avramopoulos, commissario UE per la migrazione, gli affari interni e la cittadinanza nella Commissione Juncker, affermò che il referendum "appartiene agli affari interni dell'Ungheria", aggiungendo che "le iniziative isolate non portano a nulla. In questo momento sono in gioco l'unità dell'Unione [europea] e le vite umane. [...]". La presidenza olandese dell'UE rispose che "Ogni paese ha il diritto di indire referendum". Pasi Rajala, consigliere del ministro delle finanze finlandese Alexander Stubb reagì sarcasticamente: "Dovremmo fare un referendum anche noi? Siete d'accordo che la Finlandia e altri paghino all'Ungheria 22 miliardi di euro di fondi strutturali e 3,45 miliardi di euro per lo sviluppo rurale?". Il ministro delle finanze spagnolo Cristóbal Montoro disse che l'uso diffuso dei referendum può portare alla "morte" dell'Unione europea. Il giorno dopo, Martin Schulz, presidente del Parlamento europeo ha descritto la chiamata al referendum del governo ungherese come "una decisione ideologica" e "non giustificata da una mancanza di risorse o capacità" perché l'Ungheria ha dovuto accettare solo 1.294 richiedenti asilo secondo la decisione sui trasferimenti. Nel marzo 2016, Schulz ha definito il piano del referendum "assurdo" e un'"idea spregevole".
Nel maggio 2016, quattro ONG (Comitati Helsinki per i diritti umani in Ungheria, Unione ungherese per le libertà civili, Istituto Eötvös Károly e Capitale Politico) hanno sostenuto che, sulla base della Costituzione dell'Ungheria, il referendum non poteva essere tenuto e che la Corte Suprema aveva adottato una decisione illegale nel permetterlo, poiché, secondo l'articolo 8, "Nessun referendum nazionale può essere indetto su [...] qualsiasi obbligo derivante da trattati internazionali". Secondo i critici, la questione così come formulata era dubbia da un punto di vista giuridico alla luce del primato del diritto dell'UE sul diritto nazionale. Secondo tale dottrina, stabilita dalla Corte di giustizia europea già nel Caso Costa contro Enel del 1964, un atto dell'UE validamente adottato prevale su qualsiasi atto contrastante di diritto nazionale; pertanto un referendum (o una legge) nazionale non può annullare la decisione del Consiglio dei ministri dell'UE di trasferire i richiedenti asilo all'interno dell'UE.
Diversi politologi e giornalisti nazionali ed esteri sostenevano che il governo Orbán stava considerando il referendum come il primo passo verso il ritiro dell'Ungheria dall'Unione europea ("Huxit"). Dopo dichiarazioni ambigue del membro del governo János Lázár e del portavoce Zoltán Kovács, il membro della Coalizione Democratica Csaba Molnár accusò che il "Governo Orbán, attraverso il referendum, chiederà l'autorizzazione [del popolo] a lasciare l'Unione Europea". Al contrario, Index.hu ha sostenuto che le dichiarazioni di Lázár e Kovács erano [parte] di una deliberata strategia di campagna, poiché il governo intendeva mobilitare gli elettori del partito alzando la posta del referendum sulle quote. Il deputato di Fidesz András Gyürk ha negato le accuse nel suo post sul blog. Ha detto "[...] Tenendo il referendum, l'Ungheria vuole salvare l'UE dal percorrere una strada che destabilizzerà ulteriormente l'UE e i governi degli stati membri" e ha citato Orbán, che aveva detto in precedenza che "crediamo in una forte Unione europea".
Nell'agosto 2016, l'edizione europea di Politico descrisse l'evento come "il referendum Potëmkin di Viktor Orbán", sostenendo che "l'Ungheria ha effettivamente bisogno di migranti, anche se non li vuole", citando il settore privato che soffriva di carenza di manodopera qualificata. Secondo The Economist, il referendum sarebbe stato una "sfida all'autorità di Bruxelles e alla leadership della tedesca di Angela Merkel, che sostiene lo schema di trasferimento". Nick Thorpe, corrispondente da Budapest di BBC News ha spiegato che lo scopo principale del referendum era che Orbán "vuole giocare un ruolo più grande sulla scena europea", come un "campione delle preoccupazioni degli europei comuni" contro le azioni di "un'élite liberale non eletta", come interpretato dallo stesso premier. Thorpe ha sostenuto che ci saranno solo conseguenze "politiche" del referendum, con i quattro di Visegrád, alleanza di potere alternativo che potrebbe sorgere sulla base del concetto di "Europa delle Nazioni" contro la visione federale mainstream rappresentata principalmente da Francia e Germania. Nel caso di un plebiscito senza successo, Orbán "sembrerà debole, persino sciocco", ha aggiunto. Gerald Knaus, presidente dell'Iniziativa Europea di Stabilità ha detto che Orbán, con lo strumento del referendum, ha cercato di lanciare una "controrivoluzione culturale" all'interno della UE che porterà alla "fine dell'Europa liberale".

## Sondaggi
| Data             | Sì   | No   | Invalidi | Indecisi | Affluenza | Campione | Committente | Metodologia |
| ---------------- | ---- | ---- | -------- | -------- | --------- | -------- | ----------- | ----------- |
| Exit poll        | 5%1  | 95%1 | 5%       | N/A      | 42%       | 1000     | Nézőpont    | Diretto     |
| 24-28 set 2016   | 6%   | 64%  | 9%       | 21%      | 46%       | 1000     | Publicus    | Telefono    |
| 21-27 set 2016   | 5%   | 70%  | 9%       | 16%      | 51%       | 1000     | Republikon  | Diretto     |
| 15-19 set 2016   | 6%   | 61%  | 11%      | 22%      | 54%       | 1000     | Publicus    | Telefono    |
| 6-10 set 2016    | 3%   | 78%  | N/A      | 19%      | 55%       | 1000     | Századvég   | Telefono    |
| fine agosto 2016 | 4%   | 73%  | 6%       | 17%      | 48%       | 1000     | Republikon  | Diretto     |
| fine agosto 2016 | 9%   | 69%  | 2%       | 20%      | 53%       | 1000     | ZRI         | Telefono    |
| 15-22 ago 2016   | 15%  | 67%  | N/A      | 18%      | 53%       | 1000     | Publicus    | Telefono    |
| ~9 ago 2016      | 13%  | 71%  | N/A      | 16%      | 43%       | N/A      | Tárki       | N/A         |
| fine luglio 2016 | 7%   | 74%  | 3%       | 16%      | 42%       | 1000     | Republikon  | Diretto     |
| 25-31 lug 2016   | 9%   | 77%  | N/A      | 14%      | 53%       | 1000     | ZRI         | Telefono    |
| 1-6 lug 2016     | 18%  | 64%  | N/A      | 18%      | 50%       | 1000     | Publicus    | Telefono    |
| 13-19 mag 2016   | 23%1 | 77%1 | N/A      | N/A      | 62%       | 1000     | Nézőpont    | Telefono    |
| 11-15 mag 2016   | 11%  | 87%  | N/A      | 2%       | 54%       | ~1000    | Századvég   | Telefono    |
| 24-26 mag 2016   | 10%  | 84%  | N/A      | 6%       | N/A       | 500      | Századvég   | Telefono    |

## Risultati

Mappa dell'affluenza, tenendo conto che solo i voti validi (41,32%) sono conteggiati per il raggiungimento del quorum del 50%

| 7:00  | 9:00  | 11:00  | 13:00  | 15:00  | 17:30  | Finale |
| ----- | ----- | ------ | ------ | ------ | ------ | ------ |
| 1.16% | 7.25% | 16.37% | 23.56% | 30.66% | 39.88% | 44.04% |

| Preferenza                      | Voti      | %      |
| ------------------------------- | --------- | ------ |
| Sì                              | 56 163    | 1.64   |
| No                              | 3 362 224 | 98.36  |
| Schede bianche/nulle            | 224 668   | –      |
| Totale                          | 3 643 055 | 100,00 |
| Elettori registrati/affluenza   | 8,272,625 | 44.04  |
| Fonte: National Election Office |           |        |